# Episodi di Elena di Avalor (prima stagione)
La prima stagione della serie televisiva Elena di Avalor viene trasmessa dal 22 luglio sul canale statunitense Disney Channel. In Italia la stagione viene trasmessa dal 5 novembre 2016 con i primi due episodi sempre su Disney Channel in simulcast con Disney Junior ed è stata riproposta su Rai Gulp a partire dal novembre 2017 e replicata su Rai Yoyo dal 21 gennaio 2018.
| nº | Titolo originale       | Titolo italiano               | Prima TV USA      | Prima TV Italia  |
| -- | ---------------------- | ----------------------------- | ----------------- | ---------------- |
| 1  | First Day of Rule      | Il giorno dell'incoronazione  | 22 luglio 2016    | 5 novembre 2016  |
| 2  | Model Sister           | Una sorella modello           | 22 luglio 2016    | 5 novembre 2016  |
| 3  | All Heated Up          | Calma e "roccia" fredda       | 29 luglio 2016    | 12 novembre 2016 |
| 4  | Island of Youth        | La fontana della giovinezza   | 12 agosto 2016    | 19 novembre 2016 |
| 5  | Spellbound             | Il mago di corte              | 26 agosto 2016    | 26 novembre 2016 |
| 6  | Prince Too Charming    | Un principe... poco azzurro   | 16 settembre 2016 | 3 dicembre 2016  |
| 7  | Finders Leapers        | Lo scavo archeologico         | 23 settembre 2016 | 10 dicembre 2016 |
| 8  | Royal Retreat          | Una vacanza regale            | 30 settembre 2016 | 26 marzo 2017    |
| 9  | A Day to Remember      | Un giorno da ricordare        | 16 ottobre 2016   | 2 aprile 2017    |
| 10 | The Scepter of Light   | Lo scettro di luce            | 4 novembre 2016   | 9 aprile 2017    |
| 11 | Navidad                | Navidad                       | 9 dicembre 2016   | 16 aprile 2017   |
| 12 | Olaball                | La palla messicana            | 25 febbraio 2017  | 18 giugno 2017   |
| 13 | Flight of the Jaquins  | Il volo dei Giagualati        | 4 marzo 2017      | 25 giugno 2017   |
| 14 | Crystal in the Rough   | Le grotte di cristallo        | 11 marzo 2017     | 4 giugno 2017    |
| 15 | The Princess Knight    | La principessa cavaliere      | 18 marzo 2017     | 11 giugno 2017   |
| 16 | Captain Turner Returns | Il ritorno del Capitan Turner | 8 aprile 2017     | 11 ottobre 2017  |
| 17 | King of the Carnaval   | Il re del Carnevale           | 22 aprile 2017    | 10 ottobre 2017  |
| 18 | My Fair Naomi          | My Fair Naomi                 | 6 maggio 2017     | 13 ottobre 2017  |
| 19 | Spirit Monkey Business | Lo spiritello dispettoso      | 30 giugno 2017    | 12 ottobre 2017  |
| 20 | Wizard-in-Training     | L'apprendista                 | 21 luglio 2017    | 17 ottobre 2017  |
| 21 | Realm of the Jaquins   | Il regno dei Giagualati       | 12 agosto 2017    | 9 dicembre 2017  |
| 22 | The Gecko's Tale       | Il racconto del Geco          | 18 agosto 2017    | 10 dicembre 2017 |
| 23 | Party of a Lifetime    | Una festa lunga una vita      | 25 agosto 2017    | 16 dicembre 2017 |
| 24 | Blockheads             | L'opale di fuoco              | 16 settembre 2017 | 23 dicembre 2017 |
| 25 | Masks of Magic         | Le maschere magiche           | 1 ottobre 2017    | 17 dicembre 2017 |